# Aguiar (Paraíba)
Aguiar is een gemeente in de Braziliaanse deelstaat Paraíba. De gemeente telt 5.799 inwoners (schatting 2009).
De gemeente grenst aan São José de Piranhas, Carrapateira, São José da Lagoa Tapada, Coremas, Igaracy, Itaporanga, Serra Grande en Nazarezinho.